# Darlene Vogel
Darlene Vogel (Modesto, 1962) és una actriu i model estatunidenca, coneguda per la seva participació en la pel·lícula Retorn al futur 2 de Robert Zemeckis.
La seva primera aparició al cinema es va donar el 1989 en la pel·lícula Retorn al futur 2. Entre 1996 i 1999 va interpretar a l'oficial Chris Kelly en la sèrie de televisió Pacific Blue. També va actuar en la telenovel·la One Life to Live com la Dra. Melanie Farrell McIver entre el 2000 i el 2001. Altres pel·lícules en les quals ha participat són Ski School, Angel 4: Undercover i Ring of Steel. També ha estat artista convidada en sèries de televisió com Full House, Farscape, Northern Exposure, Boy Meets World i CSI: Crime Scene Investigation.

## Filmografia
| Any  | Títol                                          | Paper         | Notes |
| ---- | ---------------------------------------------- | ------------- | ----- |
| 1989 | Retorn al futur 2 (Back to the Future Part II) | Spike         |       |
| 1990 | Ski School                                     | Lori          |       |
| 1991 | Back to the Future: The Ride                   | Heather       | Curt  |
| 1994 | Ring of Steel                                  | Elena Carter  |       |
| 1994 | Angel 4: Undercover                            | Molly Stewart |       |
| 1995 | Decoy                                          | Diana         |       |
| 1999 | Morella                                        | Andrea        |       |
| 2012 | Walking the Halls                              | Maggie        |       |
| 2012 | It Could Change Everything                     | Roddi         | Curt  |

### Televisió
| Any             | Títol                          | Paper                    | Notes                                         |
| --------------- | ------------------------------ | ------------------------ | --------------------------------------------- |
| 1988            | L'equalitzador                 | Gina                     | Episodi: "Video Games"                        |
| 1990            | Charles in Charge              | Valerie                  | Episodi: "Judge Not Lest Ye Beheaded"         |
| 1990            | Doctor Doctor                  | Laurel                   | Episodi: "Ch-Ch-Ch-Changes"                   |
| 1992            | Full House                     | Wendy Tanner             | 2 episodis                                    |
| 1992            | The Hat Squad                  | Gloria                   | Episodi: "Pilot"                              |
| 1993            | The Return of Ironside         | Judy Bernardo            | Pel·lícula per TV                             |
| 1993            | Coach                          | Shannon                  | Episodi: "About Face"                         |
| 1994            | Northern Exposure              | Meredith Swanson         | Episodi: "Lovers and Madmen"                  |
| 1994            | Blue Skies                     | Sarah Johnson            | Episodi: "The Girl, Bull and the Amenite Hat" |
| 1994-1995       | Boy Meets World                | Katherine 'Kat' Tompkins | 4 episodis                                    |
| 1995            | Silk Stalkings                 | Stacy                    | Episodi: "Kill Shot"                          |
| 1996-2000       | Pacific Blue                   | Of. Chris Kelly          | 83 episodis                                   |
| 1999            | Farscape                       | Alexandra / Lorana       | Episodi: "Rhapsody in Blue"                   |
| 2000-2001       | One Life to Live               | Melanie McIver           |                                               |
| 2002            | CSI: Crime Scene Investigation | Mina Rittle              | Episodi: "Cross-Jurisdictions"                |
| 2006            | Capitol Law                    | Sally                    | Pel·lícula per TV                             |
| 2006, 2008-2009 | General Hospital               | Claire Lindquist         | 3 episodis                                    |
| 2006-2009       | Beyond the Break               | Patty Farmer             | 8 episodis                                    |
| 2007            | The Cure                       | Lynn Carter              | Pel·lícula per TV                             |
| 2009            | The Forgotten                  | Sally Benedict           | Episodi: "Pilot"                              |
| 2012            | House                          | Ellen Rogers             | Episodi: "Runaways"                           |
| 2013            | Dirty Teacher                  | Lauren Hall              | Pel·lícula per TV                             |